# Tuidiàcies
Les tuidiàcies (Thuidiaceae) són una família de molses de l'ordre Hypnales que viu sobre el sòl i les roques en les zones temperades i càlides del món.
Les plantes són pinnades de manera molt regular i sovint resulten molt decoratives. Sovint estan embrancades. Es propaguen vegetativament mitjançant estolons.

## Gèneres
- Abietinella
  - Abietinella abietina
- Actinothuidium
- Aequatoriella
- Boulaya
- Bryochenea
- Echinophyllum
- Haplocladium
- Hylocomiopsis
- Indothuidium
- Orthothuidium
- Pelekium
- Rauiella
- Thuidiopsis
- Thuidium
  - Thuidium philibertii
  - Thuidium tamariscinum